# Bukowsee
Der Bukowsee ist ein natürlicher See auf der Gemarkung der Stadt Biesenthal im Landkreis Barnim (Brandenburg).

## Lage und Hydrographie
Der Bukowsee liegt ca. 1,5 km östlich vom Zentrum von Sophienstädt (Gemeinde Marienwerder) und 5,4 km nordnordwestlich vom Altstadtkern von Biesenthal. Nächste (Klein-)Siedlung ist das Forsthaus Eiserbude, das etwa 650 Meter nordwestlich liegt. Am Nordende befand sich die Kleinsiedlung Bukowscher Teerofen, die 1734 erstmals belegt ist und um/nach 1846 abgerissen wurde. Luftlinie nur knapp 600 Meter in westnordwestlicher Richtung liegt der etwas größere Eiserbudersee. 
Der See ist völlig von Wald umgeben und hat keinen Zu- und Abfluss. Er ist nur über Waldwege zu erreichen. Nach dem Gewässerkataster hat er eine Fläche von etwa 14,8 ha (nach anderer Quelle: 17,3 ha), der Seespiegel liegt bei etwa 34 m ü. NHN. Die größte gemessene Tiefe ist 7,8 m. Bei der Anlage des Gewässerkatasters 1995 hatte der See einen Trophie-Index von 2,5, was in den Bereich mesotroph fällt. Der See hat keine stabile Schichtung. Die Ufer sind von einem Schilfgürtel gesäumt. Der Bukowsee liegt komplett im Naturschutzgebiet Finowtal-Pregnitzfließ.

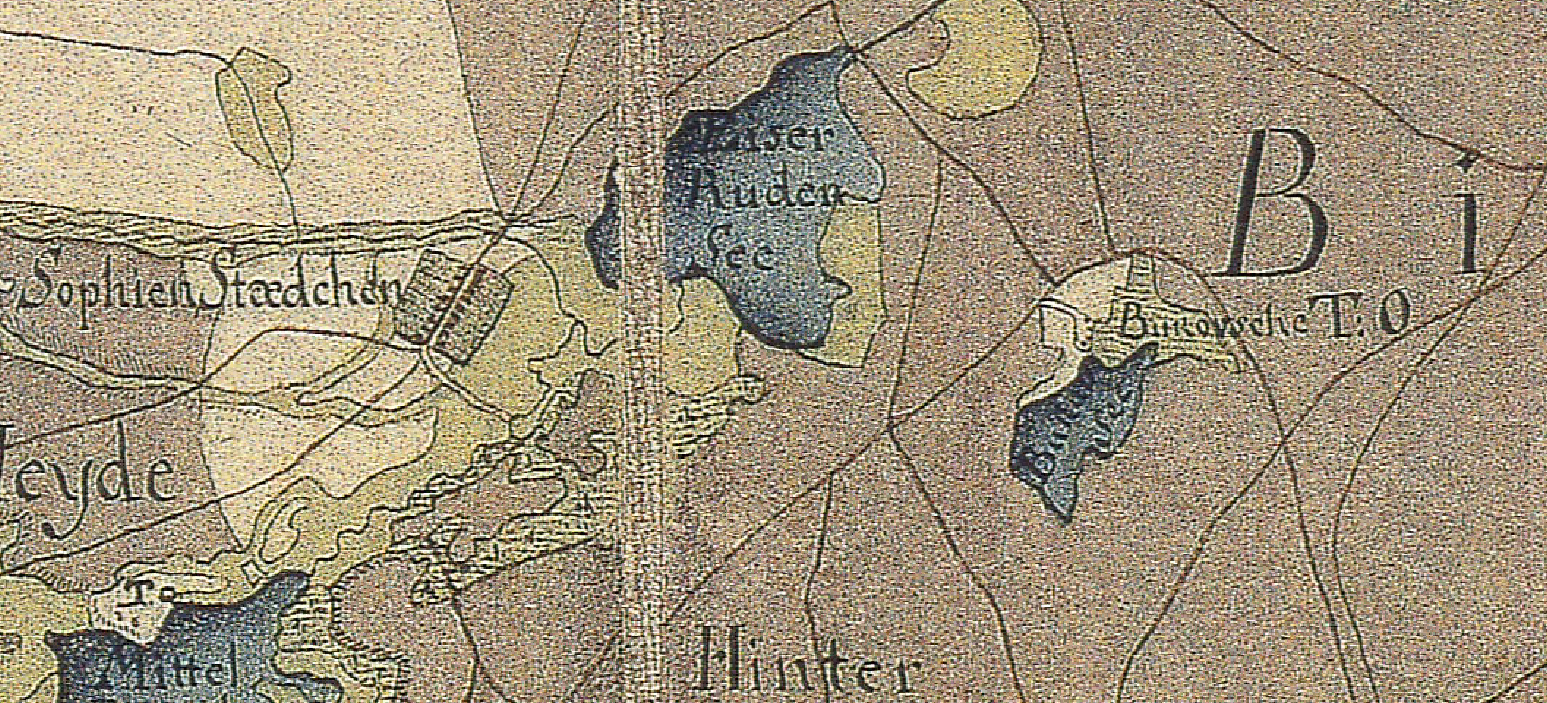
Sophienstädt, Eiserbudersee, Bukowsee und Bukowscher Teerofen auf dem Schmettauschen Kartenwerk von 1767/87

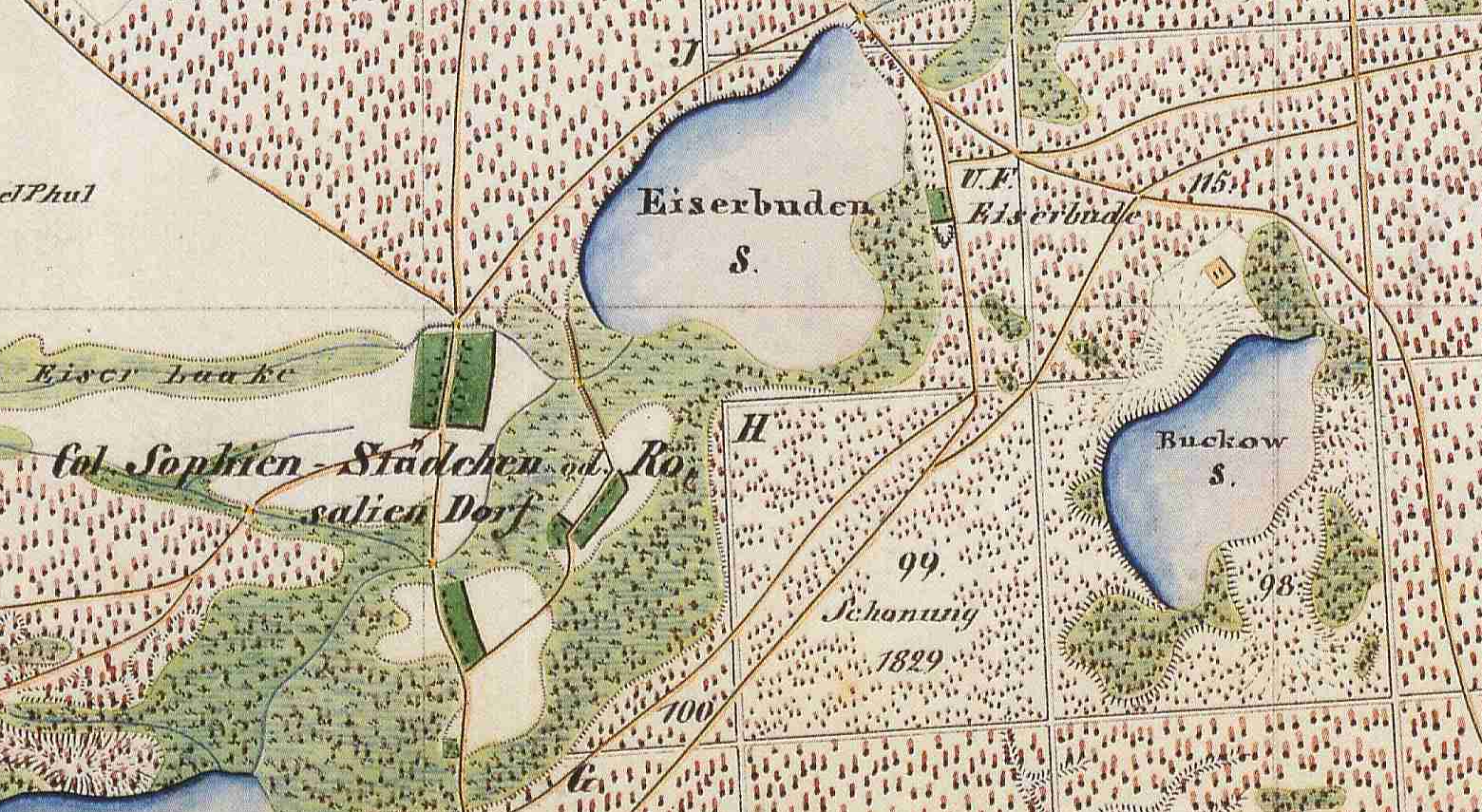
Sophienstädt, Eiserbudersee, Bukowsee und Wohnplatz Eiserbude, Ausschnitt aus dem Urmesstischblatt 3147 Zerpenschleuse von 1840

## Geschichte
Der See wird 1704 erstmals erwähnt: eine See, heisst der buhkow, davon hatt der bezirck daselbst den Nahmen. Der Name des Sees leitet sich von einer altpolabischen Grundform *Bukov- zu *buk = Rotbuche ab. Eine Übersetzung wäre also Buchensee. Der Name ist sehr verbreitet, und es gibt noch mehrere Seen dieses Namens, die jedoch meist Buckow- geschrieben werden. Im Schmettauschen Kartenwerk wird er Bukov See genannt. Im Urmesstischblatt 3147 Zerpenschleuse von 1840 heißt er Buckow See. Im Messtischblatt von 1913 ist er dagegen Bukow-See geschrieben, im heutigen Messtischblatt Bukowsee.

## Bewirtschaftung
Der Bukowsee wird vom Landesanglerverband Brandenburg e.V. unter der Gewässernummer F 03-122 bewirtschaftet, betreut vom Anglerverband Niederbarnim.

## Anmerkung
1. ↑  Eine händische Messung der Fläche mit Hilfe des BrandenburgViewers bestätigte allerdings die Angabe des Gewässerkatasters.